# Courbiac
Courbiac település Franciaországban, Lot-et-Garonne megyében. Lakosainak száma 108 fő (2022. január 1.). Courbiac Montaigu-de-Quercy, Masquières, Tournon-d’Agenais és Porte-du-Quercy községekkel határos.

## Népesség
A település népességének változása:
| Lakosok száma | 143  | 122  | 114  | 110  | 122  | 124  | 114  | 108  | 108  | 108  |
|               | 1968 | 1982 | 1990 | 2006 | 2013 | 2015 | 2017 | 2019 | 2020 | 2022 |